# Atticus Shaffer
Atticus Ronald Shaffer (n. 19 iunie 1998, Santa Clara, California, SUA) este un actor american. Acesta este cunoscut pentru rolul lui Brick Heck⁠(d) în sitcomul ABC Familia Heck (2009–2018). De asemenea, a fost vocea personajului Edgar în filmul Frankenweenie (2012) și a lui Ono în serialul animat Garda felină (2016–2019).

## Cariera
Shaffer a devenit cunoscut pentru rolul lui Brick Heck din sitcomul american Familia Heck (2009-2018). A avut un rol minor în filmul Hancock (2008).
Într-un interviu pentru revista Wired, publicat în ianuarie 2013, Shaffer a declarat că rolul lui Brick este foarte asemănător cu propria sa viață, deoarece este un „cititor avid” și „devine obsedat de cele mai ciudate lucruri posibile”. Personalitatea lui Brick, inclusiv ticul verbal Palilalia⁠(d), caracterizat de repetarea cuvintelor de la sfârșitul propozițiilor, a fost influențată de Justin, fiul lui Eileen Heisler, creatorul serialului.

## Viața personală
Numit după Atticus Finch⁠(d), avocatul din Să ucizi o pasăre cântătoare, Shaffer s-a născut în Santa Clarita, California, fiul lui Ron și al lui Debbie Shaffer. Locuiește în Acton, California⁠(d).
Shaffer are osteogeneză imperfectă⁠(d) (tipul IV), o boală genetică caracterizată de un defect al colagenului de tip 1 care cauzează oase fragile și înălțime mică; acesta are 142 cm înălțime.
Shaffer este creștin și, din 2018, a participat la un studiu biblic zilnic alături de mama sa, alternând între Vechiul și Noul Testament. A fost botezat în 2015 și este un fan al muzicii rock creștine contemporane, menționând câteva trupe creștine pe care le ascultă.
Shaffer are pagini oficiale de jocuri video pe YouTube și Twitch (decembrie 2019) intitulate „AtticusShafferVlog”.

## Filmografie

### Televiziune
| An        | Titl                            | Rol                            | Note                                         |
| --------- | ------------------------------- | ------------------------------ | -------------------------------------------- |
| 2007      | The Class                       | Jonah                          | Episodul: "The Class Rides a Bull"           |
| 2007      | Days of Our Lives               | Irish boy                      | Episodul 1.10632                             |
| 2007      | Human Giant                     | Wade                           | Episodul: "Mind Explosion"                   |
| 2008      | Carpoolers                      | Boy                            | Episodul: "Take Your Daughter to Work Day"   |
| 2008      | Out of Jimmy's Head             | Aaron                          | Episodul: "Bad Fad"                          |
| 2009      | My Name Is Earl                 | Space camper                   | Episodul: "Chaz Dalton's Space Academy"      |
| 2009–2018 | The Middle                      | Brick Heck                     | Rol principal; 215 episoade                  |
| 2010      | Extreme Makeover: Home Edition  | Himself                        | Invitat, 1 episod                            |
| 2010–2014 | Fish Hooks                      | Albert Glass (voce)            | 28 de episoade                               |
| 2011      | I'm in the Band                 | Eddie Nova, Jr.                | Episodul: "Camp Weasel Rock"                 |
| 2011      | The Penguins of Madagascar      | Vesuvius Twins (voce)          | 3 episoade                                   |
| 2011      | Shake It Up                     | Zane                           | Episodul: "Beam It Up"                       |
| 2011      | ThunderCats                     | Young Emrick (voce)            | Episodul: "Song of the Petalars"             |
| 2012      | See Dad Run                     |                                | Episodul: "See Dad Find His Way Home Part 1" |
| 2013–2018 | Steven Universe                 | Peedee Fryman (voce)           | Rol episodic                                 |
| 2015      | Clarence                        | Seabass (voce)                 | Episodul: "Hoofin' It"                       |
| 2016–2019 | The Lion Guard                  | Ono (voce)                     | Rol principal                                |
| 2016–2018 | Home: Adventures with Tip & Oh  | Fox (voce)                     | Rol episodic                                 |
| 2017      | Pete the Cat: A Groovy New Year | Grumpy Toad (voce)             | Emisiune specială de sărbători               |
| 2017–2018 | Pete the Cat                    | Grumpy Toad (voce)             | 9 episoade                                   |
| 2017–2019 | Star vs. the Forces of Evil     | Dennis (voce)                  | 3 episoade                                   |
| 2018–2020 | Harvey Girls Forever!           | Melvin (voce)                  | Rol principal                                |
| 2020      | Never Have I Ever               | Russia Model UN representative | Episodul: "...started a nuclear war"         |
| 2022      | Firebuds                        | Wayne Riley (voce)             | Rol episodic                                 |

### Filme
| An   | Titlu                                      | Rol                                       | Note                 |
| ---- | ------------------------------------------ | ----------------------------------------- | -------------------- |
| 2008 | Leaving Barstow                            | Boy on bus                                |                      |
| 2008 | Hancock                                    | Boy at bus bench                          |                      |
| 2008 | An American Carol                          | Timmy Atticus                             |                      |
| 2009 | The Unborn                                 | Matty Newton                              |                      |
| 2009 | Opposite Day                               | Small Man                                 |                      |
| 2009 | Subject: I Love You                        | Tommy                                     | Rol de voce          |
| 2012 | Frankenweenie                              | Edgar "E" Gore                            | Rol de voce          |
| 2013 | Super Buddies                              | Monk-E                                    | Rol de voce          |
| 2015 | The Lion Guard: Return of the Roar         | Ono                                       | Rol de voce; Film TV |
| 2016 | Monkey Up                                  | Mooner                                    | Rol de voce          |
| 2017 | The Lion Guard: The Rise of Scar           | Ono                                       | Rol de voce; Film TV |
| 2018 | I'll Be Next Door for Christmas            | Archie                                    |                      |
| 2019 | The Lion Guard: Battle for the Pride Lands | Ono                                       | Rol de voce; Film TV |
| 2021 | Arlo the Alligator Boy                     | "Kids Things" Kid Ice Cream Kid Kid Bully | Rol de voce; Film TV |

### Radio
| An           | Titl                  | Rol           | Note         |
| ------------ | --------------------- | ------------- | ------------ |
| 2016–prezent | Adventures in Odyssey | Morrie Rydell | Rol episodic |